# Сеньшин (хутор)
Сеньшин — хутор в Обливском районе Ростовской области.
Входит в состав Обливского сельского поселения.

## География
Хутор находится на обеих берегах реки Берёзовая, притока реки Чир. На хуторе имеется одна улица — Березовая. Ближайший населённый пункт — хутор Ковыленский.

## Население
| 2010 |
| ---- |
| 121  |

### Известные люди
В хуторе родился Луценко, Пётр Степанович — Герой Советского Союза.